# 長白瀑布
長白瀑布（ちょうはくばくふ、繁体字: 長白瀑布、簡体字: 长白瀑布、拼音: Chángbáipùbù、注音: ㄔㄤˊㄅㄞˊㄆㄨˋㄅㄨˋ）、または飛龍瀑布（ひりゅうばくふ、繁体字: 飛龍瀑布、簡体字: 飞龙瀑布、拼音: Fēilóngpùbù、注音: ㄈㄟˉㄌㄛㄥˊㄆㄨˋㄅㄨˋは、中華人民共和国吉林省の長白山（朝鮮名：白頭山）にある中国東北地方最大の落差68mの滝である。長白山頂の天池が融雪で満たされる春が水量のピークである。滝を下った水は二道白河に流れ込む。